# Kylie Minogue (албум)
Kylie Minogue е петият студиен албум на австралийската певица Кайли Миноуг. Той е издаден на 19 септември 1994 година. Миноуг започва работа по албума през 1993 – 1994 г. с известни композитори и продуценти.

## История
След излизането си албумът достигна трето място в Австралия и второ във Великобритания. Първият сингъл на албума е Confide in Me. Албумът достига до трето място в Австралия.

## Сингли
- Confide in Me е издаден през август 1994 г. Той става първи в Австралия и достига номер две във Великобритания. Песента е пусната в САЩ и достига номер тридесет и девет в Billboard Dance.

- Put Yourself in My Place е издаден през ноември 1994 г. Той достига номер 11 в Австралия и Великобритания. Този сингъл не е издаден в САЩ.

- Where Is the Feeling? е издаден през юли 1995 г. Той достига номер 31 в Австралия и номер 16 във Великобритания. Този сингъл не е издаден в САЩ.

## Списък с песните

### Оригинален траклист
1. Confide in Me – 5:51
2. Surrender – 4:25
3. If I Was Your Lover – 4:45
4. Where Is the Feeling? – 6:58
5. Put Yourself in My Place – 4:54
6. Dangerous Game – 5:30
7. Automatic Love – 4:45
8. Where Has the Love Gone? – 7:46
9. Falling – 6:43
10. Time Will Pass You By – 5:26

### Японско издание
1. Love Is Waiting – 4:52
2. Nothing Can Stop Us – 4:06

### Канадско издание
1. Confide in Me (френска версия) – 5:51

### Специално издание
1. Dangerous Overture – 1:20
2. Confide in Me (Justin Warfield mix) – 5:27
3. Put Yourself in My Place (Dan's Old School mix) – 4:31
4. Where Is the Feeling? (акустична версия) – 4:51
5. Nothing Can Stop Us – 4:06
6. Love Is Waiting – 4:46
7. Time Will Pass You By (Paul Masterson mix) – 7:34
8. Where Is the Feeling? (West End TKO mix) – 8:11
9. Falling (алтернативен mix) – 8:40
10. Confide in Me (Big Brothers mix) – 10:27
11. Surrender (Talking Soul mix) – 4:26
12. Put Yourself in My Place (акустична версия) – 4:46
13. If You Don't Love Me (акустична версия) – 2:10
14. Confide in Me (френска версия) – 5:51

## Екип
- Кайли Миноуг – вокал, беквокали
- Greg Bone – китара
- Steve Anderson – пиано, продуцент
- Brothers in Rhythm – продуцент, аранжимент
- Dancin' Danny D – продуцент, ремикс
- Gerry DeVeaux – продуцент, аранжимент
- Jimmy Harry – продуцент, аранжимент
- Pete Heller – producer, engineer
- M People – продуцент, аранжимент
- Paul Masterson – продуцент, ремикс
- Ronin – продуцент, ремикс
- Saint Etienne – продуцент
- Dave Seaman – продуцент
- John Waddell – продуцент, аранжимент
- Justin Warfield – продуцент, ремикс
- Will Malone – string arrangements
- Richard Niles – string arrangements, brass arrangement, orchestral arrangements
- Andy Bradfield – engineer
- Tim Bran – engineer, associate producer
- Ian Catt – engineer
- Doug DeAngelis – engineer, микс
- Terry Farley – engineer
- Paul West – engineer, микс
- Gary Wilkinson – engineer
- Paul Wright III – engineer, микс
- Niall Flynn – assistant engineer, assistant
- Paul Anthony Taylor – programming
- Tom Parker – liner notes, проектен консултант
- Katie Grand – стилист
- Rankin – фотосесия